# Oriana (imię)
Oriana – imię żeńskie pochodzenia włoskiego. Prawdopodobnie wywodzi się od słowa oro oznaczającego „złoto”. Może też być żeńską odmianą imienia Orjan, które jest skandynawską formą imienia Jerzy.
Oriana imieniny obchodzi: 7 stycznia.

## Wybrane osoby noszące imię Oriana
- Oriana Fallaci – włoska pisarka i dziennikarka
- Oriana Rene Small – amerykańska aktorka filmowa